# Monique Garbrecht
Monique Garbrecht (n. 11 decembrie 1968, Potsdam, RDG) este o sportivă ce a reprezentat Germania, medaliată olimpică. A participat la 4 ediții ale Jocurilor Olimpice (1992, 1994, 1998, 2002) în care a câștigat o medalie de argint și o medalie de bronz.